# Thomas Barrows III
Thomas Barrows III (Saint Thomas, 2 novembre 1987) è un velista statunitense, che ha rappresentato gli Stati Uniti ai Giochi olimpici di Rio de Janeiro 2016 nella classe 49er.